# 楚攻申、邓之战
楚攻申邓之战發生於前688年（周庄王九年、楚文王二年、鲁庄公六年）楚文王率楚國、巴國（又称巴子国，今重庆市北）联军进攻申國（今河南省南阳市北）、邓国（今湖北省襄阳市西北）两国的战争。
楚武王时初步控制了汉水以东各国。楚文王即位之初，攻略汉水以北，以打通进入中原之门户。申国地处中原西南部，周朝、郑国有密切亲缘关系，楚国北扩以此首选目标。前688年冬，楚文王亲自率楚军、巴军借道邓国北上攻打申国。由于楚国军事扩张，威胁周边小国，邓国大夫骓甥、聃甥、养甥建议邓侯乘机袭杀楚文王，来消除后患，邓侯没有同意。楚國、巴國联军击败申军，俘申大夫彭仲爽被俘，联军退兵。楚文王又领兵攻邓，使邓国归附。前678年前后，楚再度攻打申国，灭之为申县。